# Elbert Hubbard
Elbert Green Hubbard (ur. 19 czerwca 1856 w Bloomington, zm. 7 maja 1915) – amerykański pisarz, filozof i wydawca, jeden z wpływowych przedstawicieli ruchu Arts and Crafts Movement. Autor eseju pt. A Message to Garcia.

## Życiorys
Swoje dzieciństwo spędził w Hudson, ukończył studia na Tufts University. Był związany z przedsiębiorstwem Larkin Soap Company, następnie pracował jako redaktor i wydawca czasopism Little Journeys to the Homes of the Great, The Fra i The Philistine. W 1895 roku powołał do życia społeczność Roycroft, która skupiała rzemieślników oraz artystów.
7 maja 1915 roku wraz ze swoją żoną zginął na pokładzie statku RMS Lusitania, który wówczas został zatopiony przez niemiecki SM U-20 u wybrzeży Irlandii.
Deklarował się jako anarchista i socjalista, aktywnie działał na rzecz praw kobiet.

## Życie prywatne
Syn Silasa Hubbarda i Juliany Frances Read. Był żonaty z sufrażystką Alice Moore Hubbard, miał z nią syna Elberta Hubbarda II.